# 聖天宮
35°57′48.46″N 139°25′38.27″E / 35.9634611°N 139.4272972°E
聖天宮是一座位於日本埼玉縣坂戶市的臺式道教廟宇，主祀三清道祖，是日本規模最大的道教宮廟。

## 建立由來
聖天宮是台灣商人康國典建立的。據稱康國典在四十多歲時患了胰臟癌，祈求三清道祖後得以痊癒。因此他決定尋找一個地方建廟還願，最後在神明的託夢指示下在此地建廟。聖天宮的名稱，外觀和方向也被宣布了。當時，這裡是一片林地，周圍沒有道路和車站。從頭開始平整，1981年開始建立，花了15年，於1995年聖天宮開廟。。

## 奉祀神明
三清道祖（元始天尊，道徳天尊，靈寶天尊），南斗星君，北斗星君，四聖大元帥等等。

## 歲時祭儀
每逢節日，都有燒香燒錢的活動，有的節日還向公眾開放。 由於聖天宮沒有門前町，因此不會舉行像橫濱中華街和神戶中華街那樣的遊行。
- 元始天尊生誕日 - 1月1日 (農暦)
- 道徳天尊生誕日 - 2月15日 (農暦)
- 靈寶天尊生誕日 - 8月15日 (農暦)
- 端午節 - 5月5日 (農暦)
- 慰靈祭 開鬼門 -  7月1日 (農暦)
- 慰靈祭 閑鬼門 - 7月 (農暦)末日

## 活動
每週六早上 7:30 至 8:00 在天門廣場舉行清晨太極拳。 免費參加。 遇雨取消。
其他不定期舉辦的活動和過去舉辦過的活動包括以下內容。
- 藍天武術太極節[13]
- 吐台灣荔枝籽大賽[14]
- 農產品現貨銷售[15]
- YOSAKOI[16]

## 外景拍攝
聖天宮是日本罕見的景觀，因此它被用作電視劇、音樂錄影帶、Cosplay，和其他拍攝地點的外景拍攝場所。以下是在聖天宮拍攝的一些作品。

### 電視劇
- 富士電視台「西遊記」
- 朝日電視台「手裏劍戰隊忍忍者」「假面騎士Drive」「铁甲小宝」等

### 音樂影片
- 西川貴教《Crescent Cutlass》（Thunderbolt Fantasy 西幽玹歌片頭曲）[20]
- a flood of circle《KIDS》[21]
- Czecho No Republic《Oh Yeah!!!!!!!》[22]
- TrySail《Sunset 功夫》[23]
- Do As Infinity《化身の獣》[24]
- EXILE ATSUSHI《我願意》等
- 鈴木瑛美子《kIng》[25]

## 活動照片

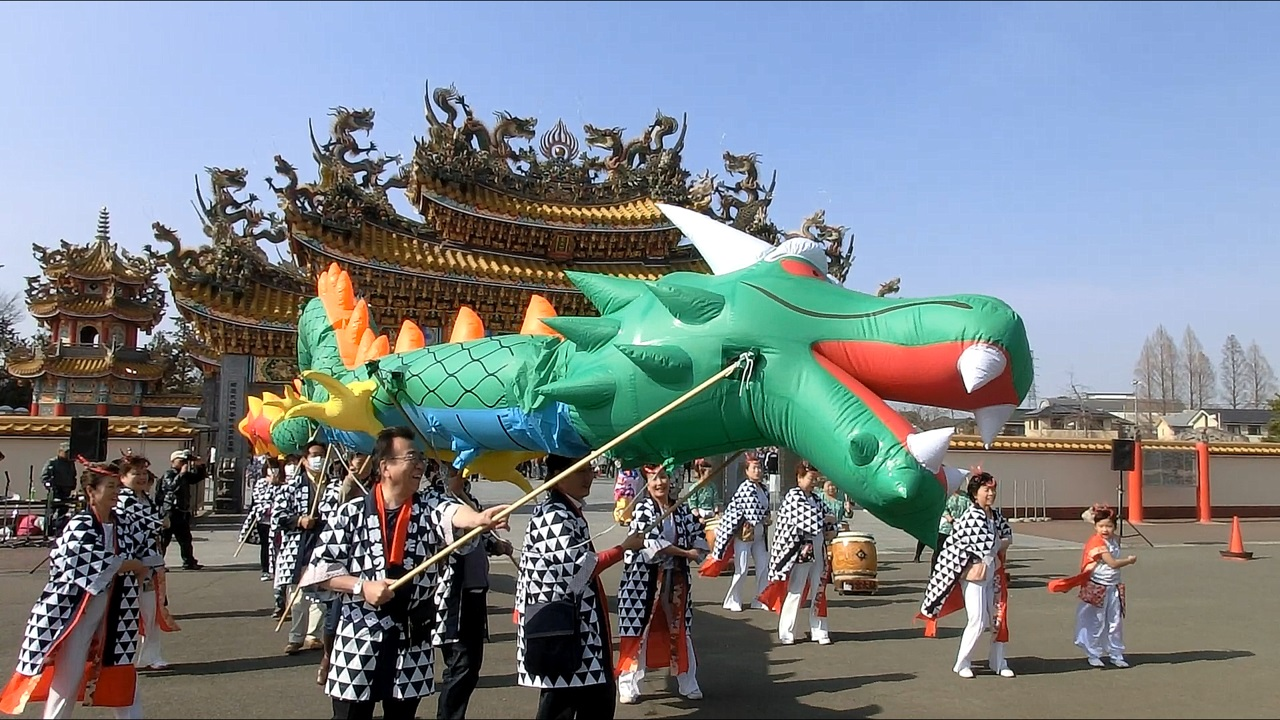
埼玉龙神祭会的舞龙表演
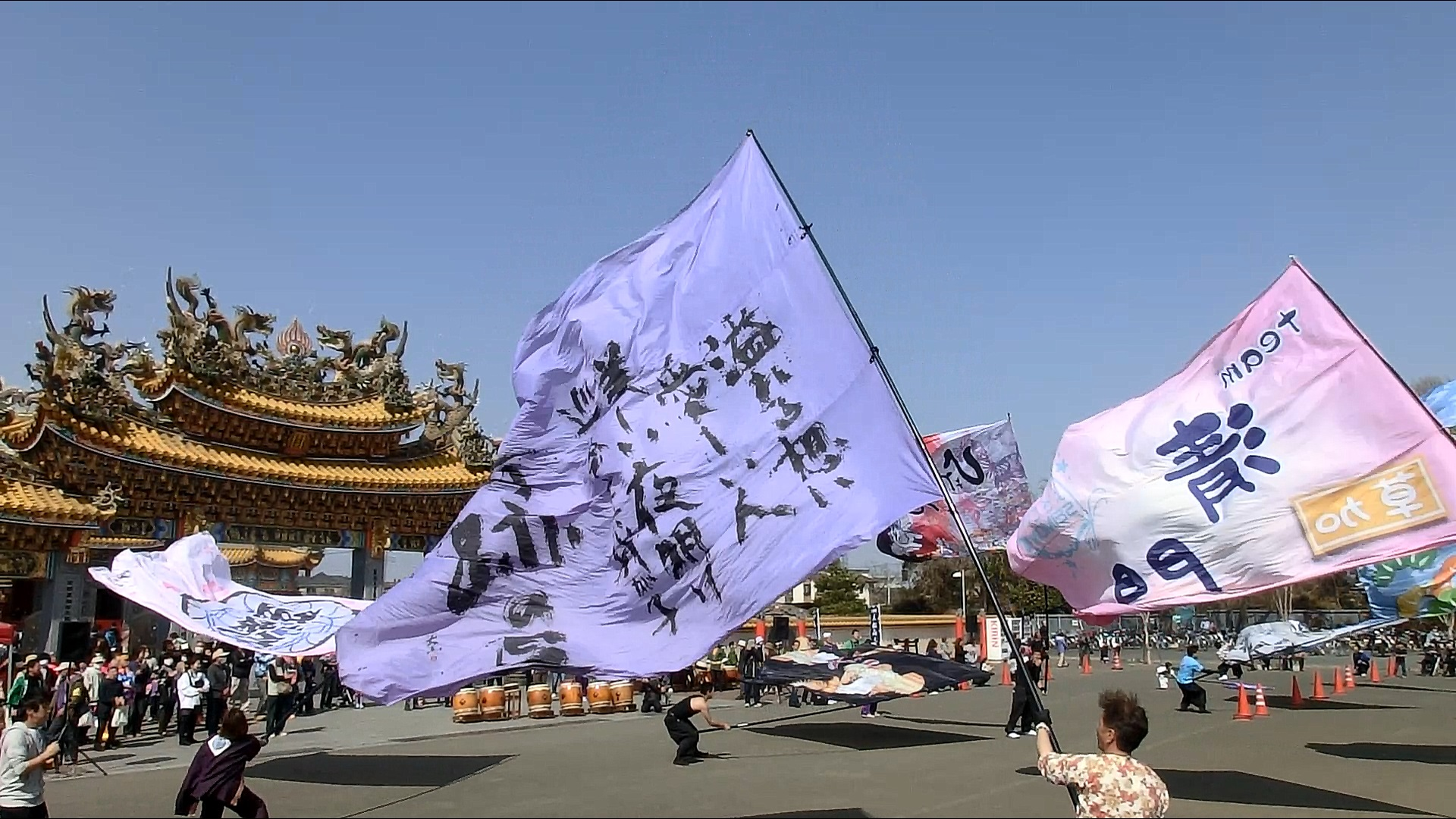
YOSAKOI 摇旗表演
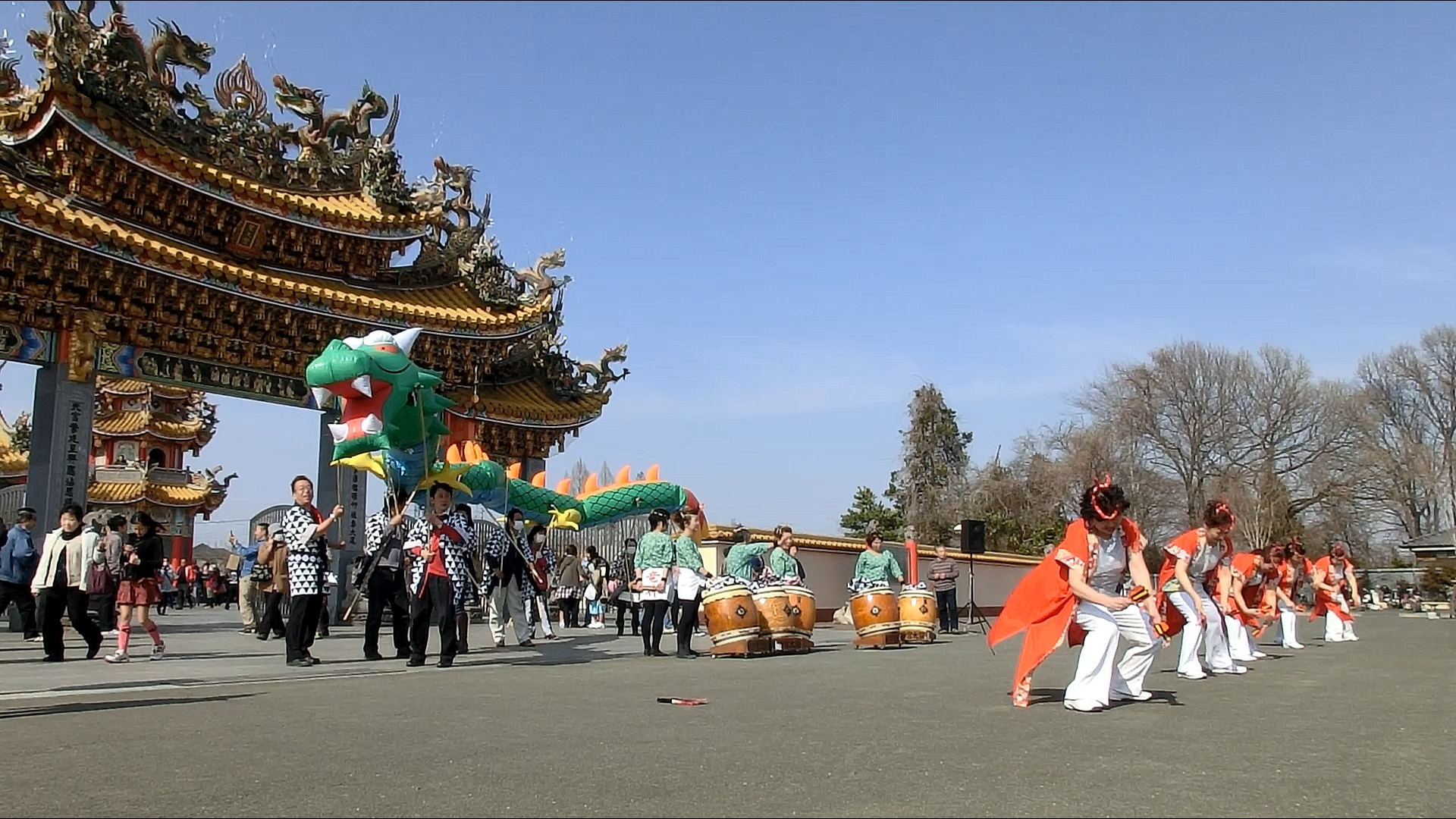
舞龙、日本鼓、YOSAKOI
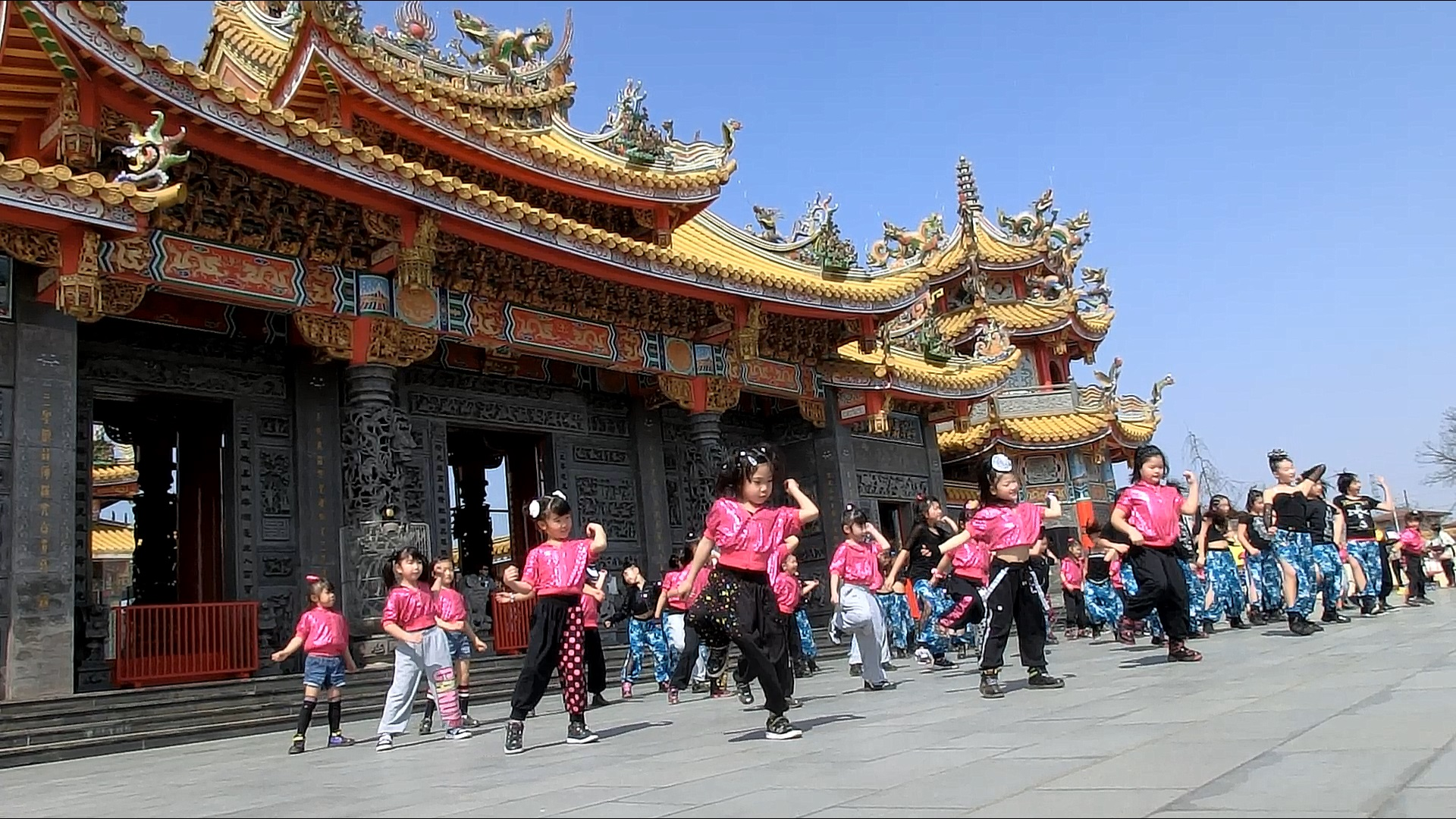
儿童舞蹈

## 圖庫

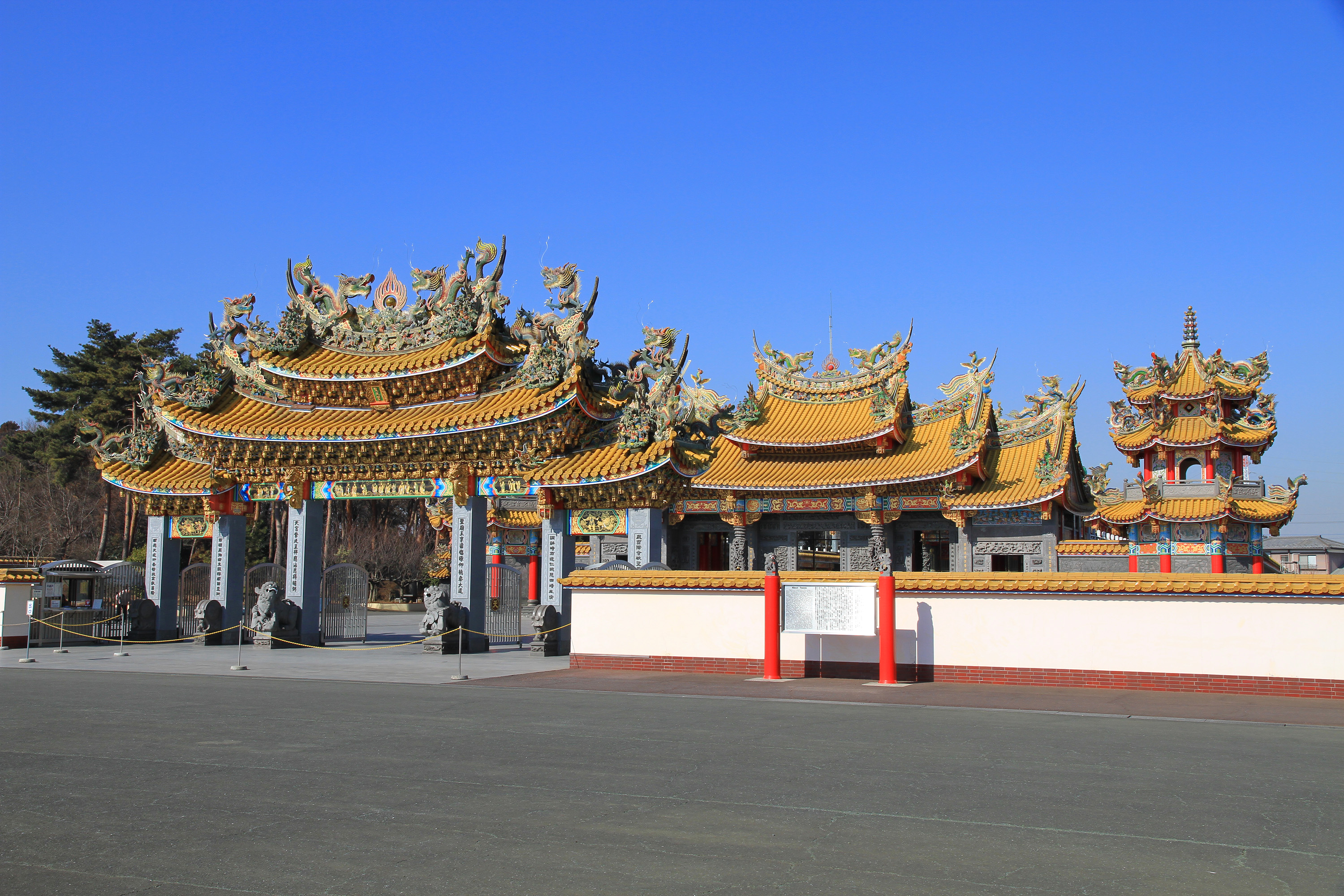
全景
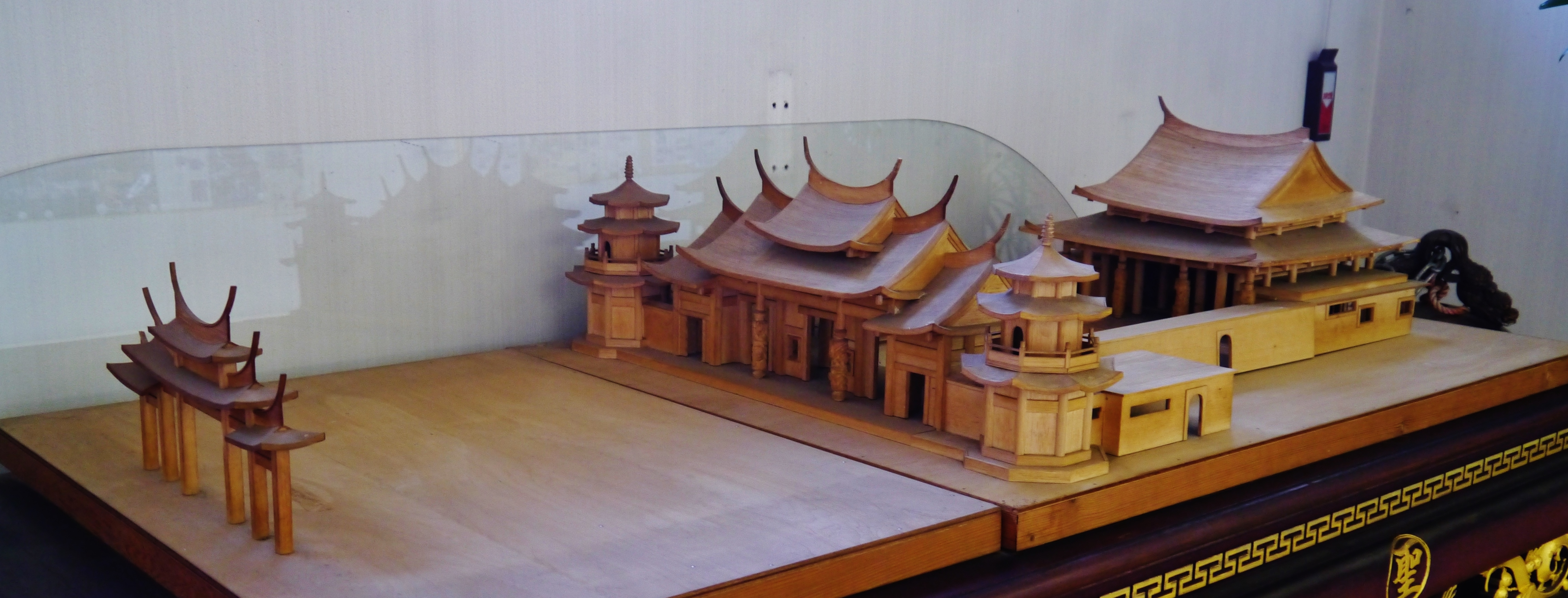
模型
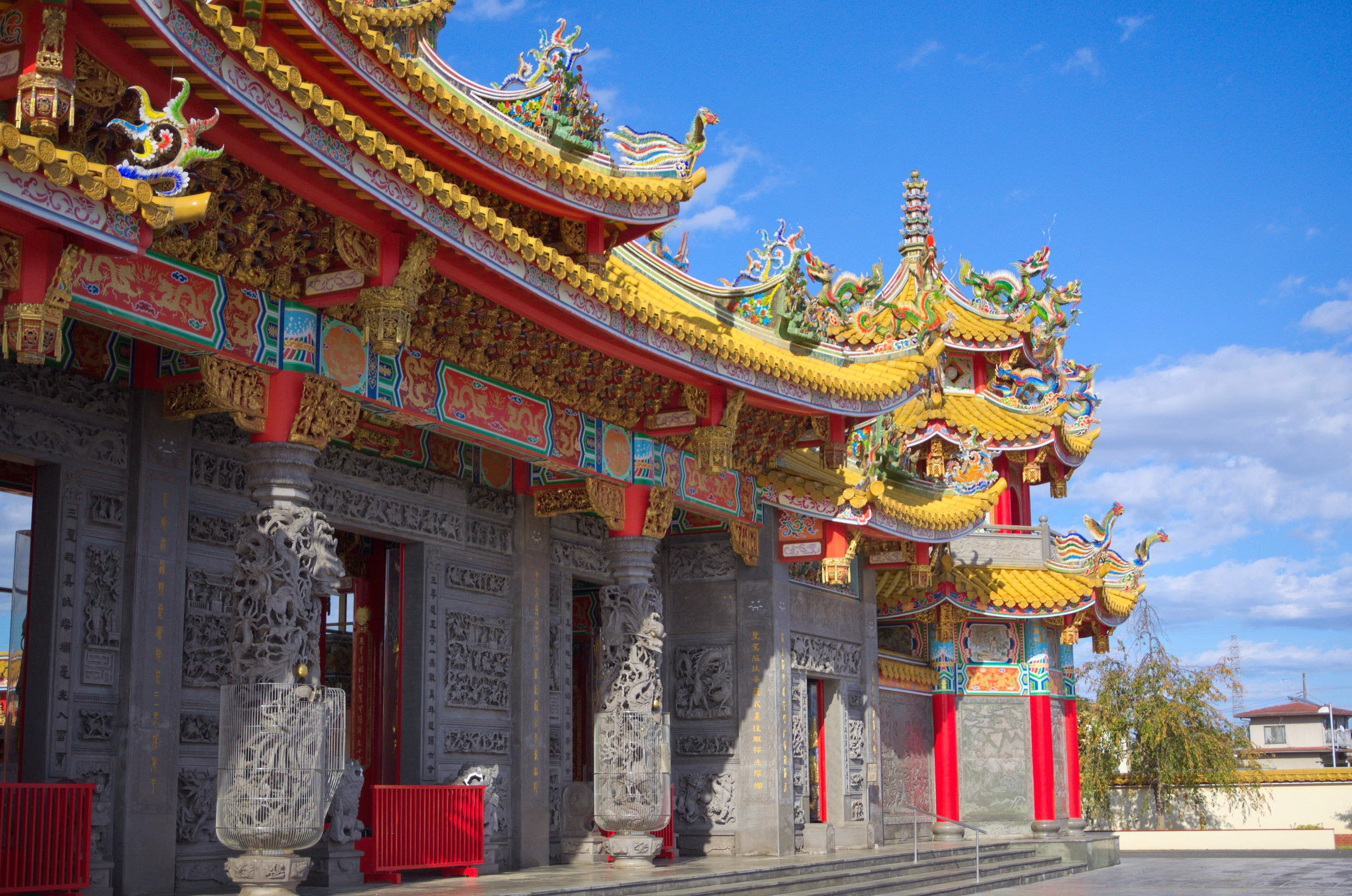
前殿
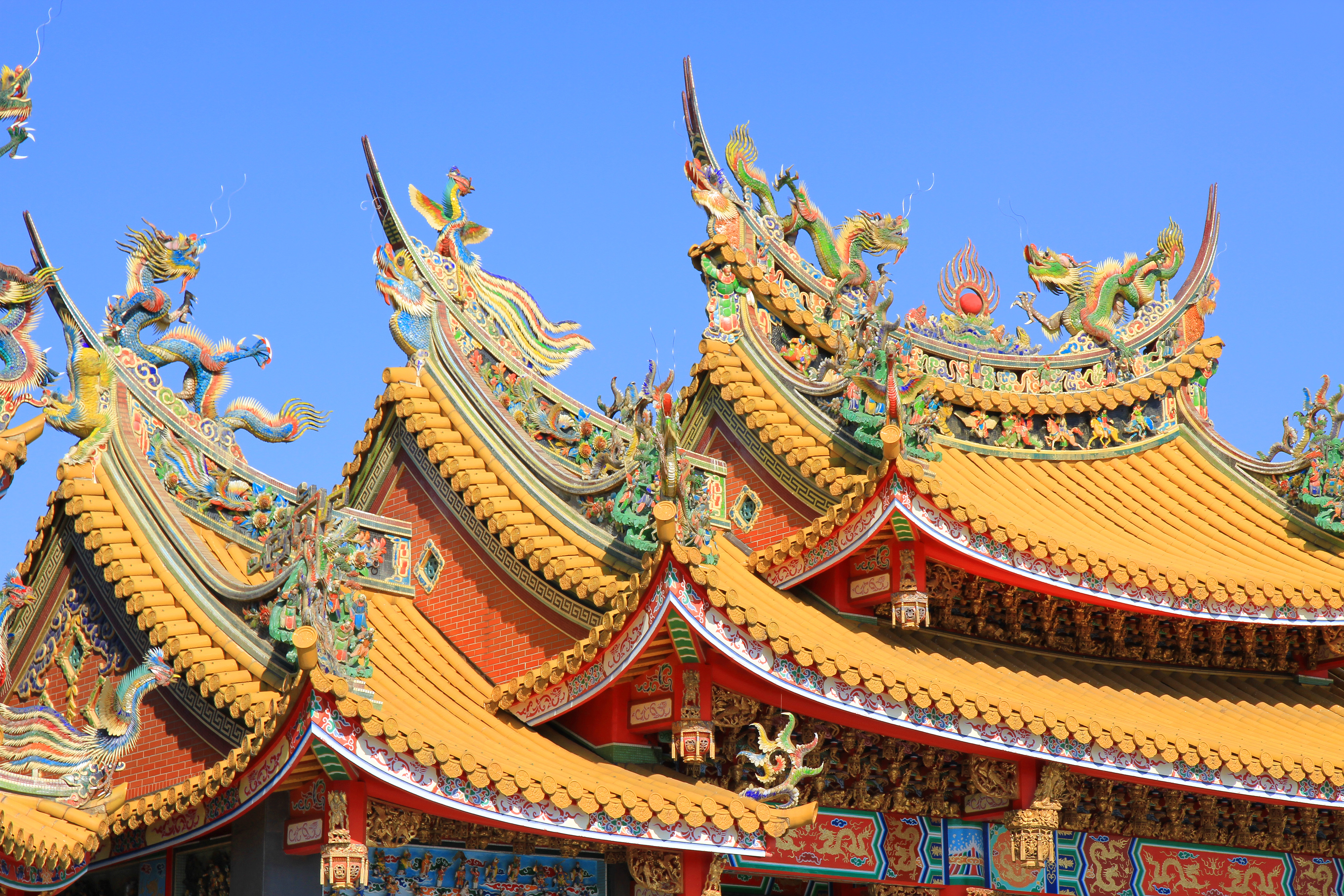
前殿屋根
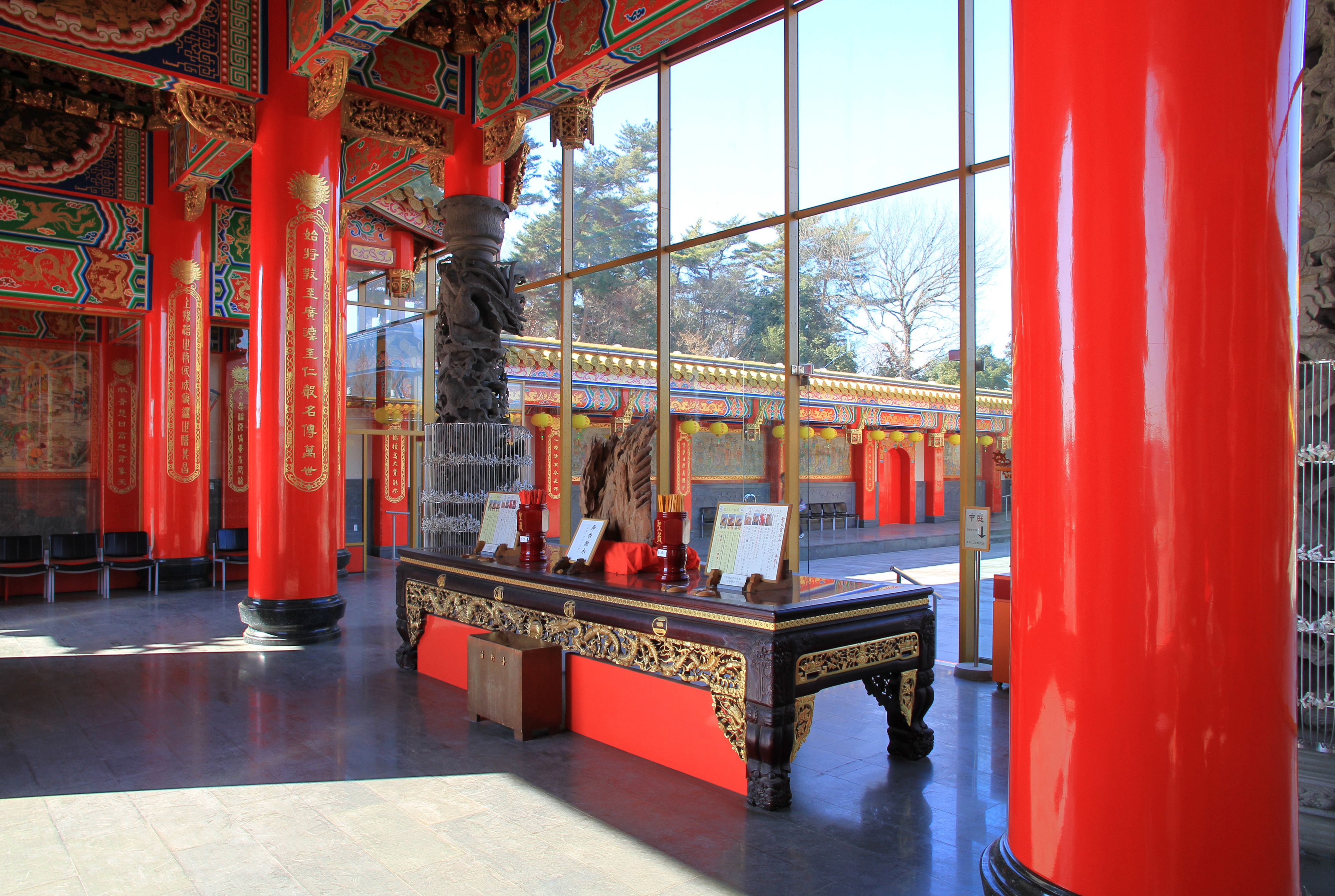
前殿聖籤
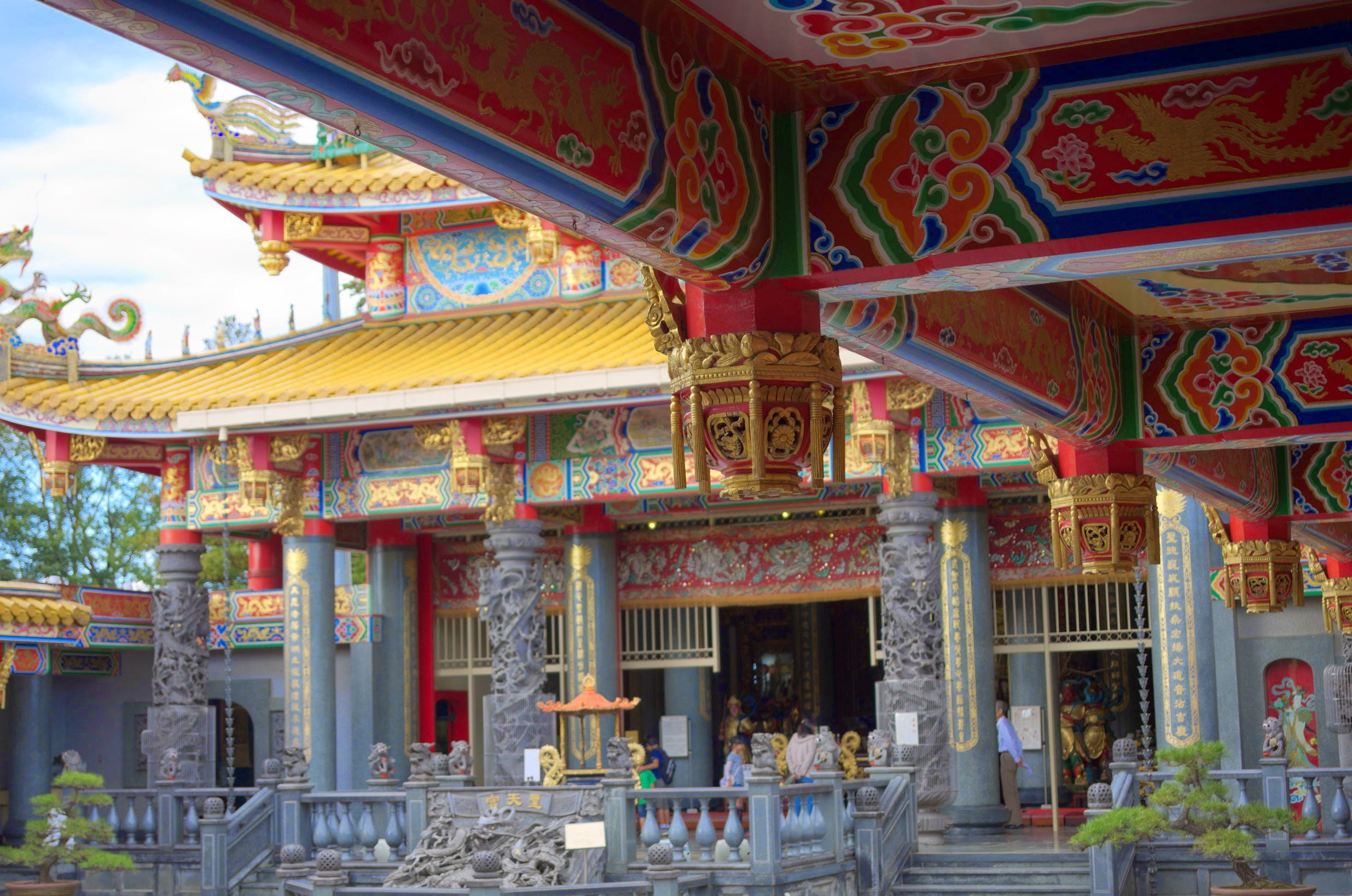
本殿
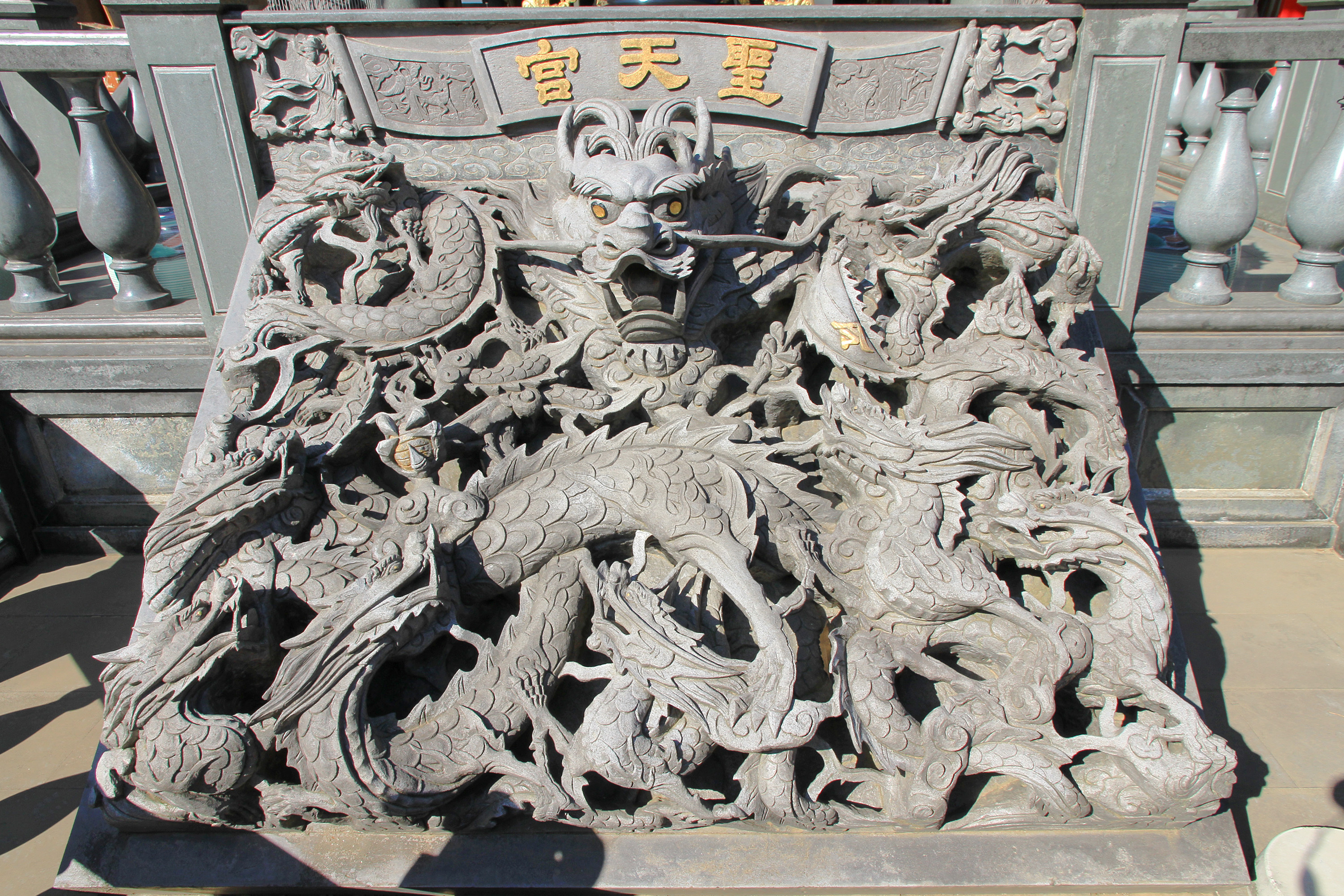
九龍網
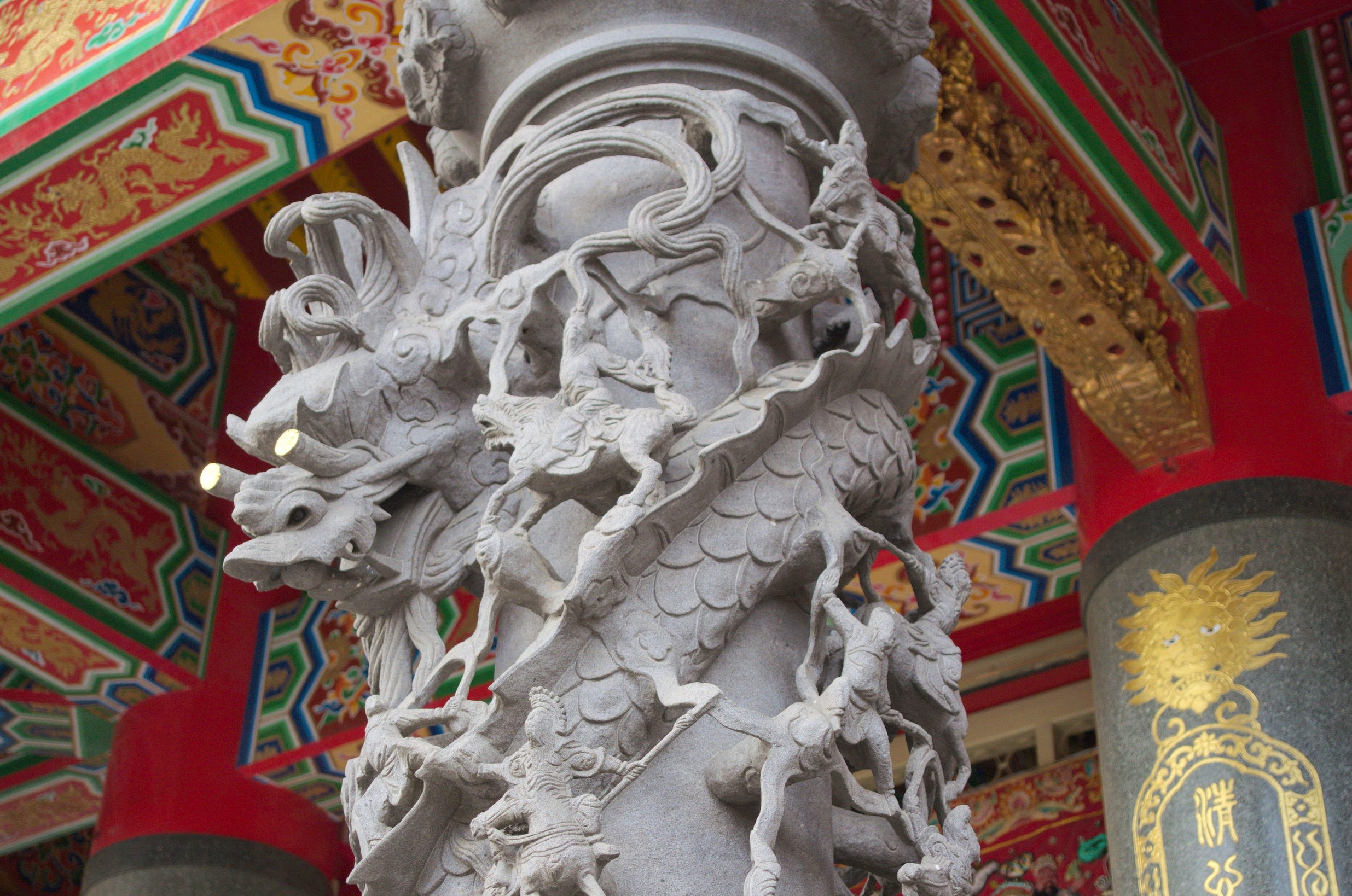
龍柱
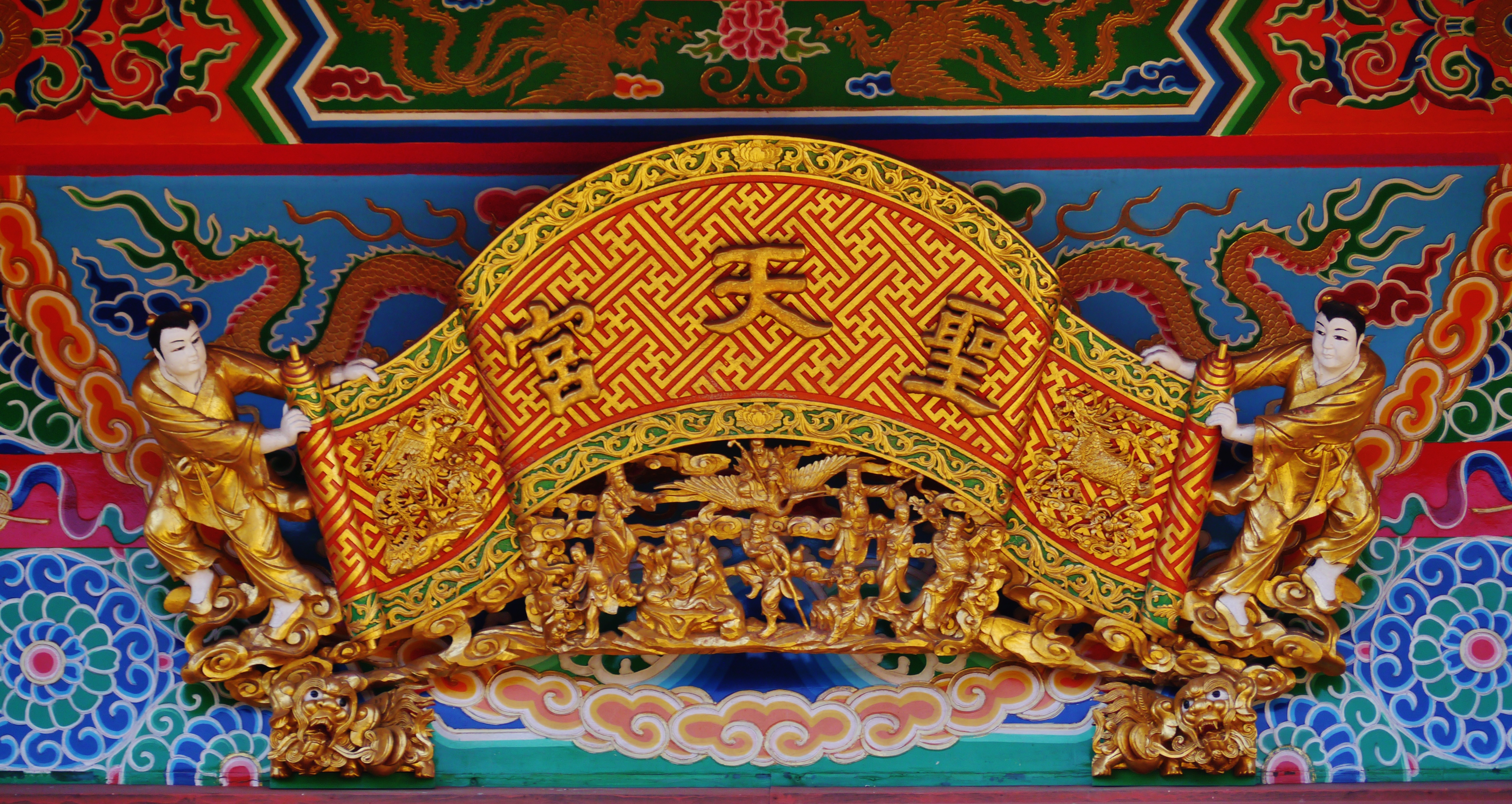
本殿匾額
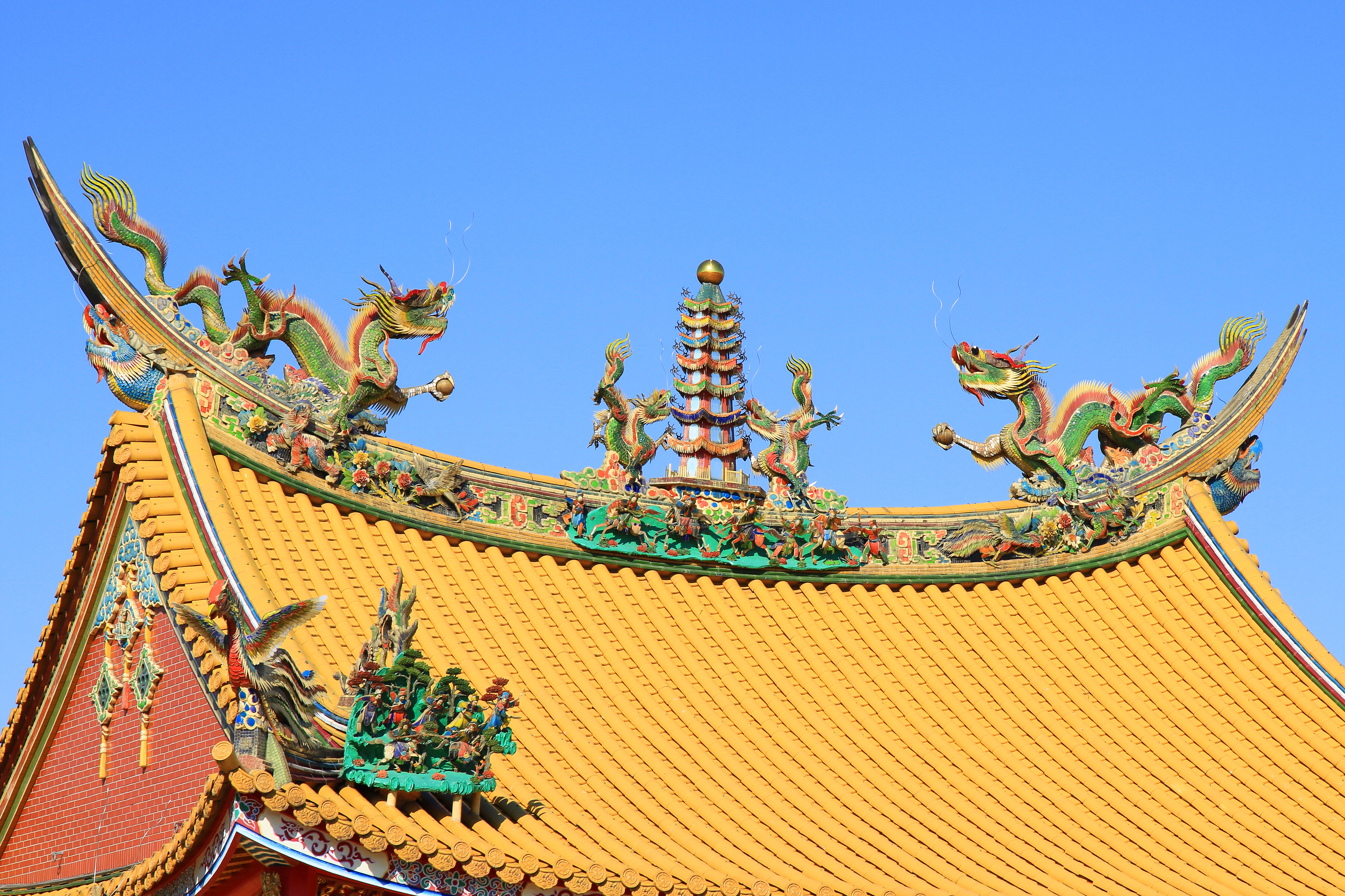
本殿屋根
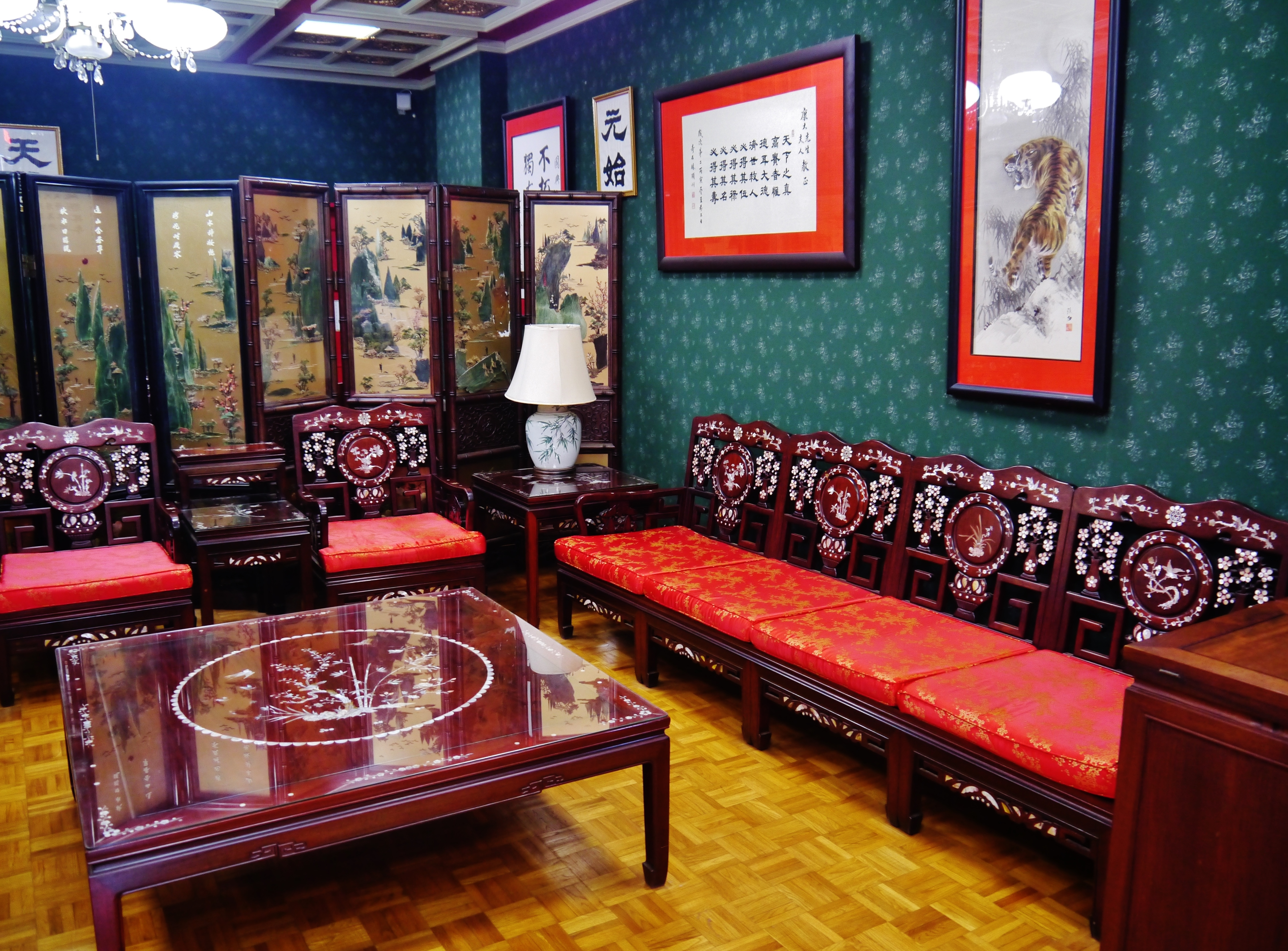
客廳
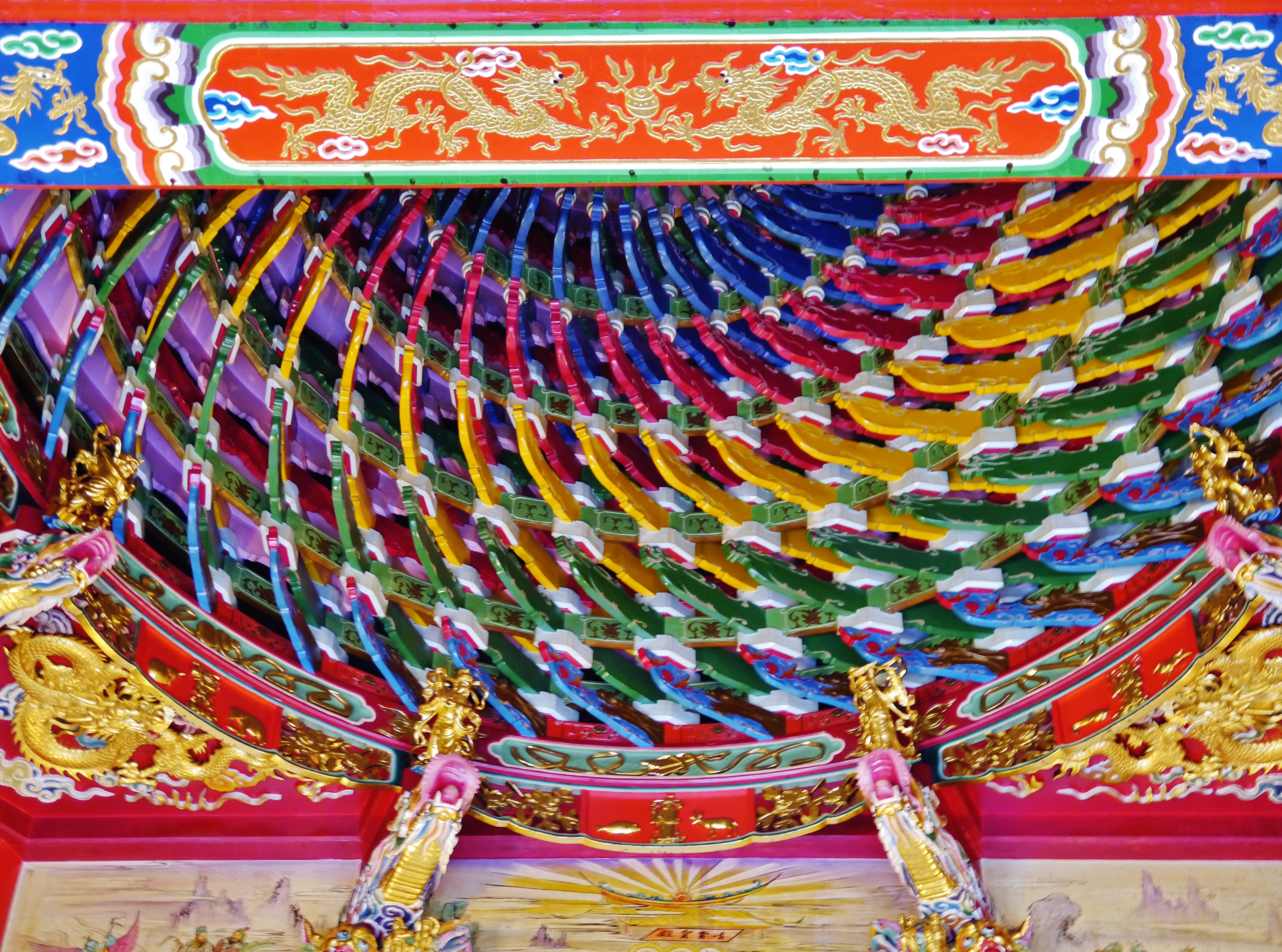
本殿藻井
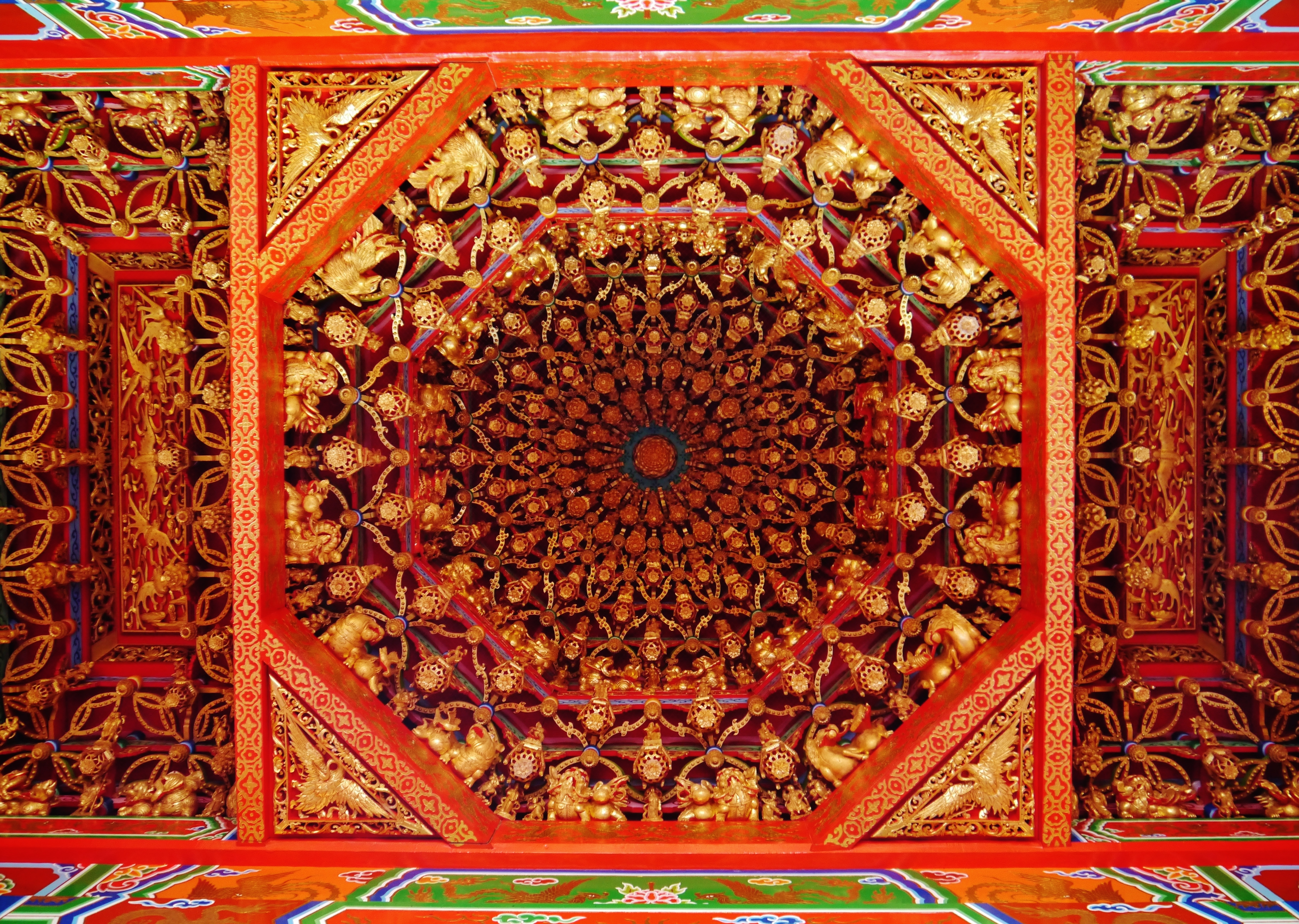
前殿藻井
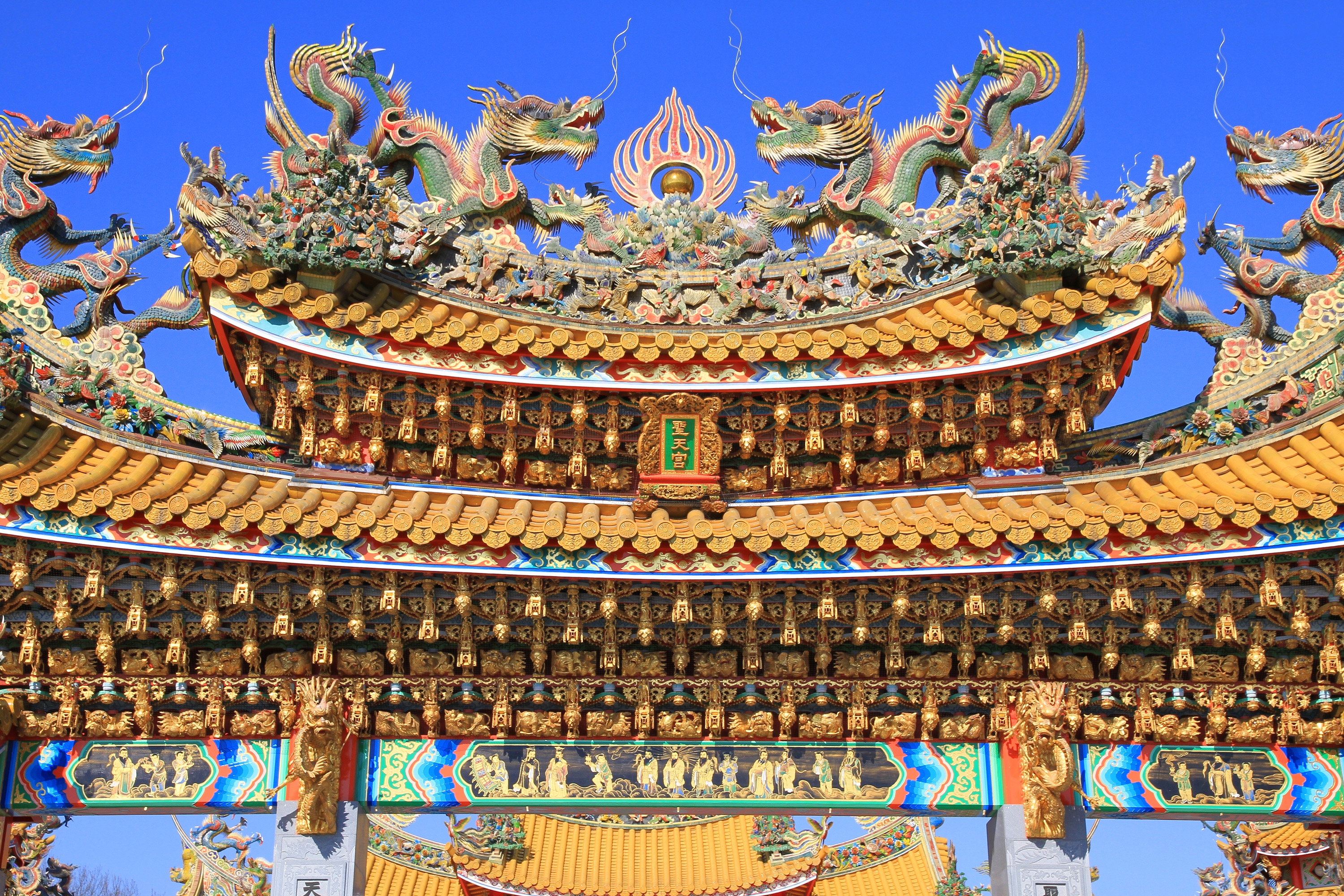
網目斗拱

## 參觀時間
- 開門時間為10點至16點，全年無休

## 關連項目
- 橫濱媽祖廟
- 橫濱關帝廟
- 東京媽祖廟
- 日本大道院純陽宮
- 關帝廟(神戶市)

## 外部連結
- 官方网站
- 五千頭の龍が昇る聖天宮-坂戸市政府商工労政課観光推進係 （页面存档备份，存于）
- 聖天宮-ちょこたび埼玉-一般社団法人埼玉県物産観光協会 （页面存档备份，存于）